# Maurice de Maere d'Aertrycke
Maximilien Jules Emile Maurice de Maere d'Aertrycke (Gent, 30 november 1864 - Brugge, 25 december 1941) was een Belgisch volksvertegenwoordiger.

## Biografie

### Familie
Maurice de Maere was een zoon van Emile de Maere (1825-1898) en diens tweede echtgenote, barones Laure van Zuylen van Nyevelt (1838-1877). Zijn oom, August de Maere, verkreeg in 1867 adelserkenning en een erfelijke baronstitel. Zijn grootvader was baron Guy van Zuylen van Nyevelt, gemeenteraadslid van Brugge en peter van de priester-dichter Guido Gezelle.
Hij verkreeg in 1897 toestemming om 'd'Aertrycke' aan zijn familienaam toe te voegen. In 1900 erfde hij de baronstitel van de kinderloos gestorven August de Maere, die verder bij eerstgeboorte overdraagbaar bleef.
De Maere trouwde in 1893 in Landegem met Jeanne Janssens de Bisthoven (1870-1931), dochter van Ferdinand-Alphonse Janssens, raadsheer in het hof van beroep in Gent, en zus van Léon Janssens de Bisthoven, procureur des Konings in Kortrijk en Brugge en gouverneur van West-Vlaanderen. Ze kregen vier zoons en twee dochters, met talrijke nakomelingen.

### Loopbaan
De Maere doorliep een militaire carrière bij de cavalerie die hij beëindigde met de graad van majoor.
Hij woonde hoofdzakelijk in het kasteel van Aartrijke en was van 1900 tot 1908 gemeenteraadslid en schepen in deze gemeente.
In mei 1907 volgde hij Alberic Ruzette op als katholiek volksvertegenwoordiger voor het arrondissement Brugge, toen die benoemd werd tot gouverneur van West-Vlaanderen. Hij vervulde het mandaat slechts tot in 1908 en werd door Joseph Strubbe opgevolgd.
De Maere was amateurhistoricus, vooral geïnteresseerd in militaire geschiedenis, onder meer in de Guldensporenslag. Hij deed ook heel wat archeologische vondsten uit het steentijdperk.

## Publicaties (selectie)
- Aperçu historique sur la cavalerie, 2 vol., Gent, Siffer, 1898-1899.
- 'De Slag der gulden sporen', in Het Belfort, Gent, 1899.
- Campagnes Flamandes de 1302 et de 1304 ou gloire militaire de Bruges au XIVe siècle, Gent, Siffer, 1901.
- 'La collection d'objets anciens de La Panne, déposée à Gruuthuse', in Handelingen van het Genootschap voor geschiedenis te Brugge, 1905.
- 'Emplacements et itinéraires de la chevalerie française lors des mouvements offensifs du 11 juillet 1302', in Handelingen van het Genootschap voor geschiedenis te Brugge, 1907.
- 'Aperçu relatif à l'hydrographie dans la région orientale de Courtrai', in Handelingen van het Genootschap voor geschiedenis te Brugge, 1909.
- 'Anciens et nouveaux emplacements de populations néolithiques en Westflandre', in Handelingen van het Genootschap voor geschiedenis te Brugge, 1911.
- 'Stations préhistoriques de la ligne de faîte Ichteghem-Zedelgem', in Handelingen van het Genootschap voor geschiedenis te Brugge, 1912.
- 'La Flandre maritime belge depuis les premières émersions jusqu'à la fin des tourbes', in Handelingen van het Genootschap voor geschiedenis te Brugge, 1925.
- 'De la Liane au Sincfal', in Handelingen van het Genootschap voor geschiedenis te Brugge, 1926.